# LOL: Den der ler sidst
LOL: Den der ler sidst er et dansk underholdningsprogram, som blev sendt for første gang i 2023 på Prime Video. Programmet er den danske version af det internationale Prime Video-koncept LOL: Last One Laughing. I programmet medvirker 10 kendte danskere om at få hinanden til at grine i et rum, hvor der ikke må grines eller smiles. Vinderen får 100.000 kr. til at donere til en valgfri velgørenhedsorganisation. Programmets vært er Sofie Linde. Programmet havde premiere den 29. december 2023 og består af to sæsoner med i alt tolv episoder af ca. 25 min., med en anden sæson havende premiere den 24. november 2024.

## Format
De 10 deltagere samles i et lokale, hvor de skal tilbringe seks timer og forsøge at få de øvrige deltagere til at grine uden selv at grine eller smile. Værten overværer deltagerne gennem adskillige kameraer i lokalet i et tilstødende rum. Ved observation af en deltager smile eller grine skal værten give først en advarsel i form af et gult kort, og ved næste overtrædelse fra samme deltager, uddeles et rødt kort og deltageren er ude af spillet. Efter deltageren er ude af spillet kommer deltageren op i kontrol rummet sammen med værten. Her kan deltagerne se alt hvad der sker inde i lokalet hvor de andre deltagere er.
• Gult kort: 1. advarsel
• Rødt kort: 2. advarsel og deltageren er ude af spillet.
Deltagerne har udover egne medbragte remedier og idéer også mulighed for at bruge to kort;
• Hvidt kort: De øvrige deltagere skal overvære personen, der trak kortets, optræden.
• Sort kort: Deltageren, der trækker kortet, kan udfordre én eller flere af de andre deltagere i en valgfri udfordring, som de andre skal deltage i.

## Sæsoner

### Sæson 1 (2023)
| Deltager                 | Profession  | Ude    |
| ------------------------ | ----------- | ------ |
| Natasha Brock            | Komiker     | 1      |
| Tobias Dybvad            | Komiker     | 2      |
| Jesper Ole Feit Andersen | Skuespiller | 3      |
| Eva Jin                  | Komiker     | 4      |
| Nikolaj Stokholm         | Komiker     | 5      |
| Mahamad Habane           | Komiker     | 6      |
| Sofie Jo Kaufmanas       | Komiker     | 7      |
| Søs Egelind              | Skuespiller | 8      |
| Rasmus Botoft            | Skuespiller | 9      |
| Martin Brygmann          | Skuespiller | Vinder |

### Sæson 2 (2024)
| Deltager           | Profession  | Røg ud som nummer |
| ------------------ | ----------- | ----------------- |
| Rasmus Wallbridge  | Komiker     | 1                 |
| Jan Elhøj          | Komiker     | 2                 |
| Mia Lyhne          | Skuespiller | 3                 |
| Linda P            | Komiker     | 4                 |
| Stephania Potalivo | Skuespiller | 5                 |
| Annika Aakjær      | Sanger      | 6                 |
| Lars Hjortshøj     | Komiker     | 7                 |
| Rasmus Bjerg       | Skuespiller | 8                 |
| Ruben Søltoft      | Komiker     | 9                 |
| Rasmus Botoft      | Skuespiller | Vinder            |